# Bieżuń (gromada)
Bieżuń – dawna gromada, czyli najmniejsza jednostka podziału terytorialnego Polskiej Rzeczypospolitej Ludowej w latach 1954–1972.
Gromady, z gromadzkimi radami narodowymi (GRN) jako organami władzy najniższego stopnia na wsi, funkcjonowały od reformy reorganizującej administrację wiejską przeprowadzonej jesienią 1954 do momentu ich zniesienia z dniem 1 stycznia 1973, tym samym wypierając organizację gminną w latach 1954–1972.
Gromadę Bieżuń z siedzibą GRN w Bieżuniu (wówczas wsi) utworzono – jako jedną z 8759 gromad na obszarze Polski – w powiecie sierpeckim w woj. warszawskim, na mocy uchwały nr VI/10/19/54 WRN w Warszawie z dnia 5 października 1954. W skład jednostki weszły obszary dotychczasowych gromad Adamowo, Bieżuń, Dąbrówki, Karniszyn, Karniszyn Parcele, Mak, Sadłowo, Sadłowo Parcele, Stanisławowo, Strzeszewo i Władysławowo ze zniesionej gminy Bieżuń oraz obszary dotychczasowych gromad Dźwierzno, Myślin-Kocewo i Myślin-Wątróbki ze zniesionej gminy Stawiszyn w tymże powiecie. Dla gromady ustalono 27 członków gromadzkiej rady narodowej.
1 stycznia 1956 gromada weszła w skład nowo utworzonego powiatu żuromińskiego w tymże województwie.
1 stycznia 1959 do gromady Bieżuń przyłączono wieś Pozga ze znoszonej gromady Nowa Wieś w powiecie sierpeckim.
31 grudnia 1961 do gromady Bieżuń włączono wsie Jonne, Obręb i Zimolza ze zniesionej gromady Seroki w tymże powiecie.
Gromada przetrwała do końca 1972 roku, czyli do kolejnej reformy gminnej. 1 stycznia 1973 – tym razem w powiecie żuromińskim – reaktywowano gminę Bieżuń.